# Kula-Golf

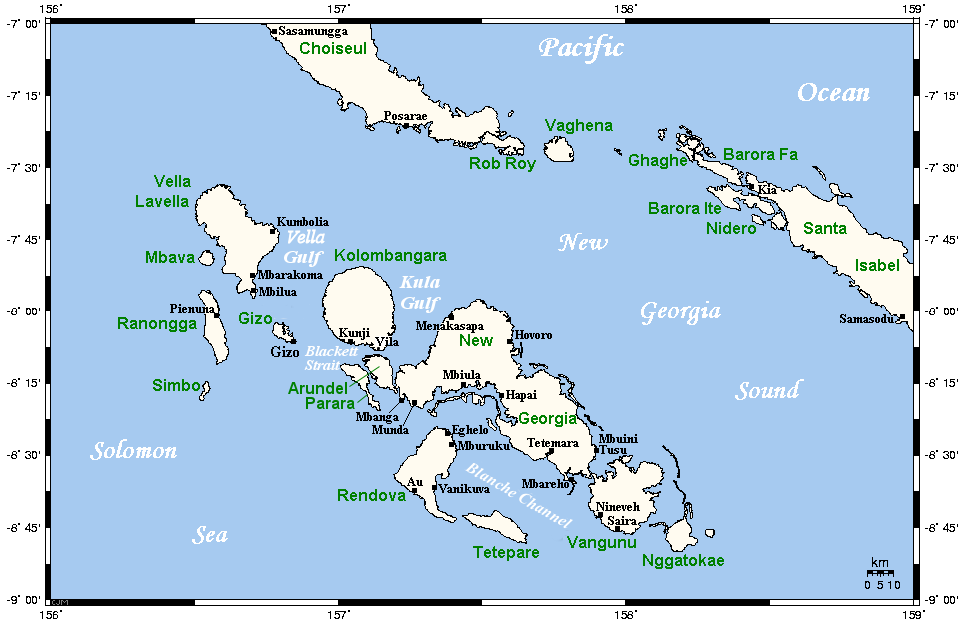
Der Kula-Golf liegt zwischen Kolombangara und New Georgia

Der Kula-Golf ist ein Seegebiet in der Western-Provinz der Salomonen. Der Golf wird im Westen von Kolombangara, im Südosten von Arundel sowie im Süden und Westen durch New Georgia begrenzt. Im Norden öffnet sich der Kula-Golf in den New-Georgia-Sund und im Süden stellt die Blackett Strait die Verbindung zum Vella-Golf und die Salomonensee her.
Während des Zweiten Weltkriegs fand am 6. und 7. Juli 1943 sowie in der Nacht vom 12. bis 13. Juli 1943 in dem Gebiet die Schlacht im Kula-Golf zwischen der US-Marine und der japanischen Marine statt, infolgedessen auf US-amerikanischer Seite der Kreuzer Helena sowie Gwin und auf japanischer Seite der Kreuzer Jintsū versenkt wurden.